# Boskovice
Boskovice é uma cidade checa localizada na região de Morávia do Sul, distrito de Blansko‎.